# ダリマ・チバー
ダリマ・チバー（Dalima Chhibber、1997年生まれ）は、マニトバ・バイソンズとインド代表チームのディフェンダーとしてプレーするインドの女子サッカー選手。

## プロフィール
ダリマはサッカーが大好きな世界で生まれました。父親も彼女のファンの一人で、一緒にプレーしていました。
彼女は無敵の選手でした。
彼女はプロで、7 歳のときに父親のサッカー アカデミー、オム チバー エブス サッカー クラブに入会しました。
彼女はマニトバ大学でスポーツ心理学の修士号を取得しており、マニトバ・バイソンズ女子フットボールのサッカーチームにも所属しています。 
2022年11月に卒業し、父親の影響で成功しプロとなった.